# Philippe Dintrans
Philippe Dintrans (Tarbes, 29 gennaio 1957) è un ex rugbista a 15 e imprenditore francese, per 17 stagioni tallonatore del Tarbes, di cui fu anche capitano.

## Biografia
Philippe Dintrans, nativo di Tarbes, trascorse tutta la carriera sportiva nella squadra cittadina, nella quale entrò a 10 anni e con la quale debuttò in campionato nel 1975 a 18 anni.
Con il club dei Pirenei Dintrans raggiunse come massimo risultato la finale di campionato nel 1987/88, persa contro l'Agen.
Esordì in Nazionale a Christchurch il 7 luglio 1979 contro la Nuova Zelanda; la settimana dopo fu di nuovo presente in campo, ad Auckland, in occasione della prima, storica, vittoria francese su suolo neozelandese (24-19).
Disputò sei tornei consecutivi del Cinque Nazioni dal 1980 al 1985, più quello del 1989, vincendolo quattro volte, di cui una in solitaria, una con il Grande Slam (1981) e due a pari merito (con Irlanda e Scozia).
Partecipò anche alla Coppa del Mondo di rugby 1987 che la Francia chiuse al secondo posto, disputandovi tuttavia solo un match, contro la Romania.
Il suo ultimo incontro internazionale fu in Coppa FIRA contro la Romania ad Auch nel 1990.
Già insegnante di educazione fisica per sette anni, a metà degli anni ottanta Dintrans avviò un'attività gastronomica industriale di foie gras, espansasi fino ad assumere 150 dipendenti, e ceduta nel 1989 a un gruppo di grande distribuzione; successivamente entrato alla Renault, ne è oggi il concessionario per Lourdes.